# Loxie & Zoot
Loxie & Zoot is een Australische stripreeks getekend en geschreven door Stephen Crowley, pseudoniem van Grace Crowley. Hoofdpersonen zijn Loxie en Zoot, het echtpaar dat het fictieve naturistenterrein Koala Bay Bares beheert, ergens in New South Wales,  Australië. De strips verschenen in afleveringen op het internet van 2003 tot 2006. Het eerste verhaal is in boekvorm verkrijgbaar.
In de strips wordt het naturisme als een natuurlijke levensstijl gepresenteerd. De personen worden ten voeten uit, zonder censuur getoond. Er is geen sprake van seksuele relaties.

## Verhalen
Sommige verhalen omvatten tientallen pagina's, andere slechts een paar. Enkele verhalen zijn als sprookjes te beschouwen, door het voorkomen van sprookjesfiguren.
- The Koala Bares, 120 pagina's. Open dag op Koala Bay Bares. Veel bezoekers komen, sommige zijn meteen enthousiast voor het naturisme, andere wat minder. Ook Tex Tyler verschijnt, in vermomming, om de activiteit te saboteren. In boekvorm verkrijgbaar, ISBN 0958129908
- Frank.cam, 30 pagina's
- Noodtoons, 10 korte strips van een pagina
- Ghost story, 15 pagina's, hoofdrol: Jenny Everywhere, die als parachutiste toevallig in het naturistenterrein landt.
- It's a nood, nood, nood, nood world!, 90 pagina's. De titel is ontleend aan de Amerikaanse film It's a Mad, Mad, Mad, Mad World. Het woord nood is een spellingvariant van nude. Tex Tyler heeft met een golfwedstrijd een kostbare trofee met diamanten gewonnen. Koala Bay Bares organiseert een golfwedstrijd op het eigen terrein, en de prijs is een replica van de trofee van Tex, van plastic met glazen kralen. Als de trofee van Tex gestolen is, krijgen de naturisten de schuld.
- Generation gap, 19 pagina's
- B&W Dailies, 8 parodieën op diverse dagstrips, van diverse tekenaars
- 3 hour tour, 3 pagina's, kort verhaal over een schipbreuk uit de fantasie van Zoot.
- Twinkle, 12 pagina's, hoofdrol: Zinni. Ze vindt een ster, kennelijk de ster die ze de vorige avond zag vallen, en probeert hem de volgende nacht weer terug te brengen naar de hemel.
- Mr. Smooth, 3 pagina's
- Chicken little, 26 pagina's, hoofdrol: Ben
- Incognito, 10 pagina's, door Reinder Dijkhuis
- Enchanted, 50 pagina's, vervolg op Incognito, wellicht getekend omdat Reinders verhaal niet voltooid was. Dit verhaal speelt zich af in een sprookjeswereld.
- Tales to scare your pants off!, 20 pagina's
- Birthday suits, 120 pagina's, Zoot en Loxie zijn op dezelfde dag jarig en ontvangen familiebezoek, zelfs van Loxies preutse familie. Dat verloopt met veel verwikkelingen.
- Prudes & Prejudices, 90 pagina's, hoofdrollen Willow en Darcy. Darcy vindt dat nudisme op de campus van de universiteit toegestaan moet zijn, waarbij hij veel bijval krijgt.
- The same place, but not the same way, door Cedar (tekst, geen strip)

| Zoot JansenDe enigszins klungelige beheerder van het terrein. Loxie SmithZoots vrouw. Willow SpicerEen studente aan Koala Bay College, woont en werkt op Koala Bay Bares. Fred en Janet Brown (of Jenkins)Gepensioneerde voormalige beheerders. MungoNatuurmens met lange witte baard. Hij doet massages en leeft van de moestuin en visvangst. Hij woont in een joert. Kleren heeft hij niet en hij komt dan ook nooit buiten het naturistenterrein. Vriendelijk en humoristisch. Zijn voorspellingen komen meestal uit. Herb (de accordeonist) en Val Geena AlettiHuisarts, haar man Peter en kinderen Nick en Chrystel, enthousiaste naturisten. Nick verbergt zich tijdens de open dag, hij is bang gezien te worden door zijn klasgenoten Jim en Abby, maar dat duurt niet lang. Harry en KimBuren van Geena, met dochter Zinni en een kind dat na het eerste verhaal geboren wordt. Zinni speelt een hoofdrol in Twinkle. Tasha en Herb (de drummer)Hippies. Tasha is een nicht van Willow en de initiatiefneemster van de open dag. Herb (de gitarist)Aboriginal, medestudent van Willow. Craig BensonKent Peter uit de sportschool. Craig wil naar de open dag van Koala Bay Bares en sleept zijn vrouw en kinderen mee. JenZijn vrouw. Ze piekert er niet over uit de kleren te gaan. Jim en AbbyTweeling van Craig en Jen. Ze vinden naturisme maar belachelijk, maar ze veranderen van mening en tot overmaat van ramp smeken ze hun moeder dat ze weer terug willen naar Koala Bay Bares. GeorgeCollega van Kim. Hij zegt voor de grap dat hij wel zin heeft in een bezoekje aan Koala Bay Bares. CarolZijn vrouw, verpleegster. Ze neemt het voorstel van George serieus, meer dan George lief is. Tex TylerDe plaatselijke politicus die burgemeester wil worden en in zijn verkiezingsprogramma zegt dat Koala Bay Bares gesloten moet worden. Hij probeert de activiteiten van het terrein te saboteren, waarmee hij zichzelf belachelijk maakt. AliceVrouw van Tex Tyler en assistente van Geena. Ze is het oneens met de acties van Tex. Jenny EverywhereParachutiste die toevallig in Koala Bay Bares landt. Zie Mac en DariaOnverwachte bezoekers. Hebben ze vakantie of werken ze? En wat doen ze voor werk? John en BelindaZe melden zich als het echtpaar Mark en Mary Jones. Ze denken dat de politie hen nooit op een naturistenterrein zal zoeken. JuneVerloofde van John, eerder als Lavidia de tweede vrouw van Gerhard. Tina EllisPolitieagente. Als kind kwam ze met haar ouders vaak op Koala Bay Bares. Sarge ToomsChef van Tina. Hij wil niets van naturisme weten en houdt liever zijn ogen dicht. Ben ParkerHij wil geen chicken zijn en gaat in op de uitdaging van Tina om een bezoekje te brengen aan Koala Bay Bares. Maar dan kan iedereen zien, vreest hij, dat hij een miniatuurpiemel heeft. Kylie BurnsPresentatrice van televisieprogramma's. Ze vindt dat naturisme iets voor dwazen is en zal dat ook in haar televisiereportage laten merken. Ze zal haar dwaling echter moeten inzien. Trouwens, Mungo heeft haar, toen ze 9 was, eens op naaktzwemmen betrapt. CarlCameraman van Kylie. Herb (de drummer) heeft hem eens als streaker bij een voetbalwedstrijd gezien en Carl vindt het niet leuk dat hij daaraan herinnerd wordt. MaccaGeluidsman van Kylie. Jo-Jo en JayDiskjockeys die Koala Bay Bares belachelijk maken, maar alleen omdat de radiozender ervoor betaalt. | Alle familieleden van Zoot zijn enthousiaste naturisten. Gerhard JansenZoots vader voor wie geld geen rol speelt. MartaZoots moeder en Gerhards eerste vrouw, een gemoedelijke vrouw. Spreekt ze Nederlands met Gerhard, wees dan maar blij als je die taal niet verstaat. SabrinaGerhards veel jongere vierde vrouw. De kinderen zijn niet blij met haar. FelixZoots homoseksuele broer. MauriceVriend van Felix. Felix moet hem wel eens de mond snoeren als hij een seksueel getinte grap wil maken. FamkeZoots 16-jarige zus. Loxie heeft het naturisme niet met de paplepel meegekregen. Haar familieleden blijven liever uit de buurt, maar in een stripverhaal gebeuren wel eens onverwachte dingen. Eric SmithLoxies vader. LorraineLoxies moeder. Er gebeurt wat raars als ze door een boemerang wordt geraakt. JanelleLoxies zus. Zeer preuts. BobDe man van Janelle en de werkgever van Maurice. Nathan en BobbyHun ondeugende zoons. SallyHun brave dochter die haar ogen stijf dicht blijft houden. Darcy FitzwilliamStudent die vindt dat het op de campus geoorloofd moet zijn gekleed te zijn of niet. Hij heeft een hoofdrol in het verhaal Prudes and Prejudices. De naam Darcy en de titel van het verhaal zijn ontleend aan het boek Pride and Prejudice van Jane Austen. Mandy Bickle Jasmine ChookStevig gebouwde striptekenaar Elspeth en RonnieLesbisch stel Mr DeanneGokverslaafde decaan, wordt door Mandy gechanteerd om naaktheid op de campus toe te staan. Barry BuzzkutZijn opvolger, die prompt een einde maakt aan de blootloperij. Marcia MerkinTegenstandster, organiseert een petitie om bloot te verbieden. Abby of AbúiFee Gog en MimKabouters PuddleTrol ErmanElf SpriteBosgeest Jai-jaiFee |